# HD 7924
HD 7924 is een ster in het sterrenbeeld Cassiopeia. Het is een oranje dwerg op een afstand van 55,46 lichtjaar van de Aarde. De ster heeft een planetenstelsel.

## Planetenstelsel
In 2009 werd bij deze ster een exoplaneet van het type superaarde ontdekt, HD7924 b, met ongeveer negen keer de massa van de Aarde en een omlooptijd van 5,4 dagen. In 2015 werden met behulp van de Automated Planet Finder, een robottelescoop op Mount Hamilton speciaal gebouwd voor het opsporen van aardachtige exoplaneten, nog twee superaardes ontdekt, HD 7924 c en HD 7924 d, met een massa van respectievelijk 7,9 en 6,4 aardmassa's en een omlooptijd van respectievelijk 15,3 en ruim 24,5 dagen. De metingen werden bevestigd door het Keck-observatorium in Californië en het Fairborn Observatorium in Arizona.